# Nyctemera pallens
Nyctemera pallens är en fjärilsart som beskrevs av Snellen van Vollenhoven 1863. Nyctemera pallens ingår i släktet Nyctemera och familjen björnspinnare. Inga underarter finns listade i Catalogue of Life.